# Ланск
Ланск — исчезнувшая деревня в Москаленском районе Омской области России. Входила в состав Тумановского сельского поселения. Упразднена в 1999 г. Сейчас — урочище Ланск, сохранились развалины

## География
Находилось между болотом Харитонов на севере и безыменным болотом к югу.

## История
Основана в 1895 г. В 1928 году посёлок Ланский состоял из 73 хозяйств. В составе Беклемишевского сельсовета Москаленского района Омского округа Сибирского края.

## Население
По переписи 1926 г. в поселке проживало 443 человека (205 мужчин и 238 женщин), основное население — русские

## Транспорт
Просёлочные дороги.

## Хозяйство
По данным на 1991 г. деревня являлась участком колхоза «Советская Сибирь».